# Slim Susie
Slim Susie ist eine schwedische Komödie des Regisseurs Ulf Malmros aus dem Jahr 2003.

## Handlung
Der Schriftsteller Eric kehrt nach Jahren in seine Heimatstadt Bruket im schwedischen Värmland zurück, um nach seiner verschwundenen Schwester Susie zu suchen. Seine ehemaligen Freunde sind fast alle arbeitslos und vertreiben sich ihre Zeit mit Drogen und Privatporno-Drehs. Weder sie noch die Polizei sind Erik bei seiner Suche sonderlich behilflich, sondern scheinen sich sogar absichtlich unkooperativ zu verhalten.

## Veröffentlichung
Der Film feierte seine Premiere in Schweden am 3. Oktober 2003. Er wurde als eine Mischung aus Pulp Fiction und Trainspotting beworben. Die deutsche Erstveröffentlichung war am 4. November 2005 auf DVD.

## Kritik
Die Programmzeitschrift TV Spielfilm urteilte: „Ein in seiner Geschmacklosigkeit gelungener Film.“
Das Lexikon des internationalen Films schrieb: „Die bitter-bissige Kriminalsatire hinterfragt scheinbare Beschaulichkeiten und ist im Lauf der abwechslungsreichen Handlung immer wieder für Überraschungen gut.“